# ジャック・ストロミンジャー
ジャック・レナード・ストロミンジャー（Jack Leonard Strominger, 1925年8月7日 - ）は、アメリカ合衆国の免疫学者。ハーバード大学教授。

## 経歴
ニューヨーク市出身。1948年にハーバード大学卒業後、イェール大学からM.D.を取得。1960年セントルイス・ワシントン大学教授、1964年ウィスコンシン大学マディソン校教授に就任。また1974年以来ダナ・ファーバー癌研究所に在籍している。
MHCクラスI分子・クラスII分子を単離し、抗原ペプチド結合機構を解明した。

## 受賞歴
- 1960年 ジョン・J・エイベル賞
- 1962年 ファイザー酵素化学賞
- 1968年 セルマン・A・ワクスマン微生物学賞
- 1993年 パサノ賞、ウィリアム・コーリー賞
- 1995年 アルバート・ラスカー基礎医学研究賞
- 1996年 パウル・エールリヒ&ルートヴィヒ・ダルムシュテッター賞
- 1999年 日本国際賞[1]
- 2020年 クラリベイト引用栄誉賞

## 参照
- Jack Strominger, M.D.
- JACK L STROMINGER